# Vladimír Janko
Vladimír Janko (8. srpna 1917 Nosislav – 14. března 1968 Praha) byl český a československý odbojář, generálplukovník, politik Komunistické strany Československa a poúnorový poslanec Národního shromáždění ČSR. Spojenec Antonína Novotného, v roce 1968 spáchal sebevraždu.

## Biografie
Narodil se v Nosislavi v rodině zámečníka. Otec se následně s rodinou za prací přestěhoval do Brna. Vladimír Janko chodil na základní školu v Brně–Židenicích, maturoval s vyznamenáním na České reálce v Brně v Křenové ulici. V roce 1936 nastoupil do československé armády k pěšímu pluku 43 v Brně. Absolvoval školu pro důstojníky v záloze a s hodností četař aspirant byl zapsán na Vojenskou akademii v Hranicích, kterou absolvoval 14. srpna 1938 s hodností poručíka. V září 1938 velel pohotovostnímu oddílu v bojích proti dobrovolnickým jednotkám Freikorps ve Šluknovském výběžku. Po okupaci zbytku českých zemí v březnu 1939 se napojil na vznikající odbojovou síť Obrana národa. V létě roku 1939 odešel do emigrace, přes Polsko, kde se zapsal do československého legionu v Bronowicích (26. srpna 1939). Po záboru Polska byl internován v SSSR.

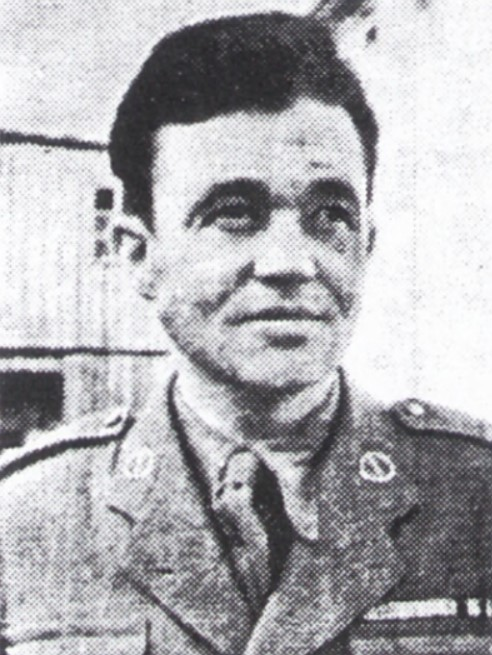
Janko v době druhé světové války

Působil od začátku roku 1942 u československých jednotek na východní frontě (odvod do vojska 7. 2. 1942 v Buzuluku). Organizoval výcvik a řízení bojů tankistů. V červenci 1942 se stal velitelem Třetí pěší roty v rámci Prvního československého polního praporu. Po odjezdu na frontu v lednu 1943 velel své rotě při obraně na řece Mža, řídil útok na Sokolovo v noci z 9. na 10. března 1943. Za bojovou činnost byl vyznamenán Čs. válečným křížem 1939 a sovětskou Medailí za odvahu. V roce 1943 absolvoval odborný velitelský kurz v tankovém učilišti v Tambově a byl jmenován velitelem 1. československé samostatné tankové brigády v SSSR. Ta se zapojila do bojů v Karpatsko-dukelské operaci a v Ostravské operaci. Dne 15. dubna 1945 tanková brigáda majora Janka poprvé překročila hranice Česka u Sudic v okrese Opava a tuto událost připomíná v Sudicích Památník osvobození (Sudice) a Pomník Československých tankistů. Dne 4. května 1945 tanková brigáda majora Janka osvobozovala Město Libavá. 8. května 1945 byla tato brigáda již v Olomouci.
V letech 1946–1947 absolvoval Akademii generálního štábu maršála Vorošilova v Moskvě. Byl mu udělen Leninův řád, Řád bílého lva a byl nositelem Československých válečných křížů. Ještě před únorem 1948 ale jeho vojenskou kariéru překazil mocenský boj vedený Bedřichem Reicinem. Svou kariéru zachránil za blíže neobjasněných okolností. Zůstaly jen dohady. Do první generálské hodnosti byl povýšen k 1. 10. 1950. Roku 1954 se uvádí jako nositel různých státních vyznamenání včetně vyznamenání Za vynikající práci.
Ve volbách roku 1954 byl zvolen do Národního shromáždění za KSČ ve volebním obvodu Opava II.-jih. V parlamentu setrval až do konce funkčního období, tedy do voleb roku 1960. Patřil do okruhu spojenců Antonína Novotného. V roce 1968 působil jako náměstek ministra obrany ČSSR. Poté, co emigroval generál Jan Šejna a došlo k otevření armádních kauz z éry Novotného, spáchal Janko 14. března 1968 sebevraždu zastřelením. Pohřben je v Častolovicích.
Spekulovalo se o tom, že Šejna a Janko plánovali vojenský převrat s cílem obnovit moc Antonína Novotného. V roce 1970 se začaly objevoval pochybnosti ohledně okolností jeho sebevraždy. Tehdejší generální tajemník ÚV KSČ Gustáv Husák ovšem prohlásil, že o Jankovi už nechce nic slyšet.

### Hodnostní postup
četař-aspirant (?), poručík (14. 8. 1938), nadporučík (1942), kapitán (15. 2. 1944), štábní kapitán (29. 7. 1944), major (1. 10. 1944), podplukovník (17. 4. 1945), plukovník (1. 4. 1946), brigádní generál (1. 10. 1950), generálporučík (1953), generálplukovník (říjen 1961).

### Zařazení a funkce
pěší pluk 43 v Brně (1936–?), škola pro důstojníky v záloze (?–?), Vojenská akademie Hranice (?–?), pěší pluk 47 v Mladé Boleslavi (1938–1939), velitel pohotovostního oddíl ve Šluknovském výběžku (září 1938), propuštěn z armády (15. 3. 1939), emigrace (léto 1939), čs. legion v Bronowicích – Polsko (26.8.1939), internace Rudou armádou po jejím obsazení části Polska (18. 9. 1939), pobyt v internaci (1939–1941), velitel 3. pěší roty 1. čs. polního praporu v Buzuluku (7. 2. 1942), bojové nasazení v prostoru Sokolovo (březen 1943), velitelský kurz tankové učiliště Tambovo (1943), bojové nasazení – postupně velitel tankové roty, náčelník štábu, velitel tankového praporu, velitel pluku (od 20. 5. 1944) a velitel 1. čs. samostatné tankové brigády (od 25.7.1944 do konce války), náčelník tankového praporu v Moravské Třebové (1945), náčelník štábu velitelství tankového vojska MNO (listopad 1945), profesor taktiky a náčelník katedry na Vysoké vojenské škole v Praze (?), frekventant Akademie generálního štábu maršála Klimenta Vorošilova v Moskvě (1946–1947), náčelník tankového vojska MNO (jaro 1948), velitel tankových vojsk v Olomouci (?), …další funkce…..zástupce ministra (1966–1968).

## Vyznamenání
- Československá medaile Za chrabrost před nepřítelem
- Československá medaile za zásluhy I. stupně
- Bachmačská pamětní medaile
- Sokolovská pamětní medaile
- Dukelská pamětní medaile
- Československý vojenský řád Bílého lva „Za vítězství“, hvězda I. stupně
- Vyznamenání Za vynikající práci
- Řád rudé hvězdy [14], (SSSR)
- Leninův řád, (SSSR)
- Řád Rudého praporu, (SSSR)
- Řád Suvorova, II. stupeň /1942-1943/ , (SSSR)
- Medaile za odvahu, (SSSR)
- Československý válečný kříž 1939
- Pamětní medaile československé armády v zahraničí
- Medaile za vítězství nad Německem ve Velké vlastenecké válce 1941–1945, (SSSR)

## Jiná ocenění
Vladimír Janko je čestným občanem Ostravy.
Po něm je pojmenována v Ostravě i ulice s názvem Gen. Janka. Nachází se v části Moravská Ostrava, souběžně s ulicí Novinářská.
Byla po něm pojmenována i ulice v pražské čtvrti Hostivař, na sídlišti Košík. Po roce 1989 ulice přejmenována na Přeštickou.
Na zadní straně památníku Rudé armády v Ostravě je umístěna pamětní deska s nápisem:

GENERÁLPLUKOVNÍK 

VLADIMÍR JANKO

OSVOBODITEL A ČESTNÝ OBČAN 

MĚSTA OSTRAVY